# 1972 en jeu
Chronologie du jeu
- 1968
- 1969
- 1970
- 1971
- 1972
- 1973
- 1974
- 1975
- 1976

Cet article présente les faits marquants de l'année 1972 concernant le jeu.

## Événements
- 1er septembre : l'américain Bobby Fischer à 29 ans devient champion du monde des échecs en battant le champion du monde sortant, le russe Boris Spassky, à l'issue d'un match mémorable.